# Evzones

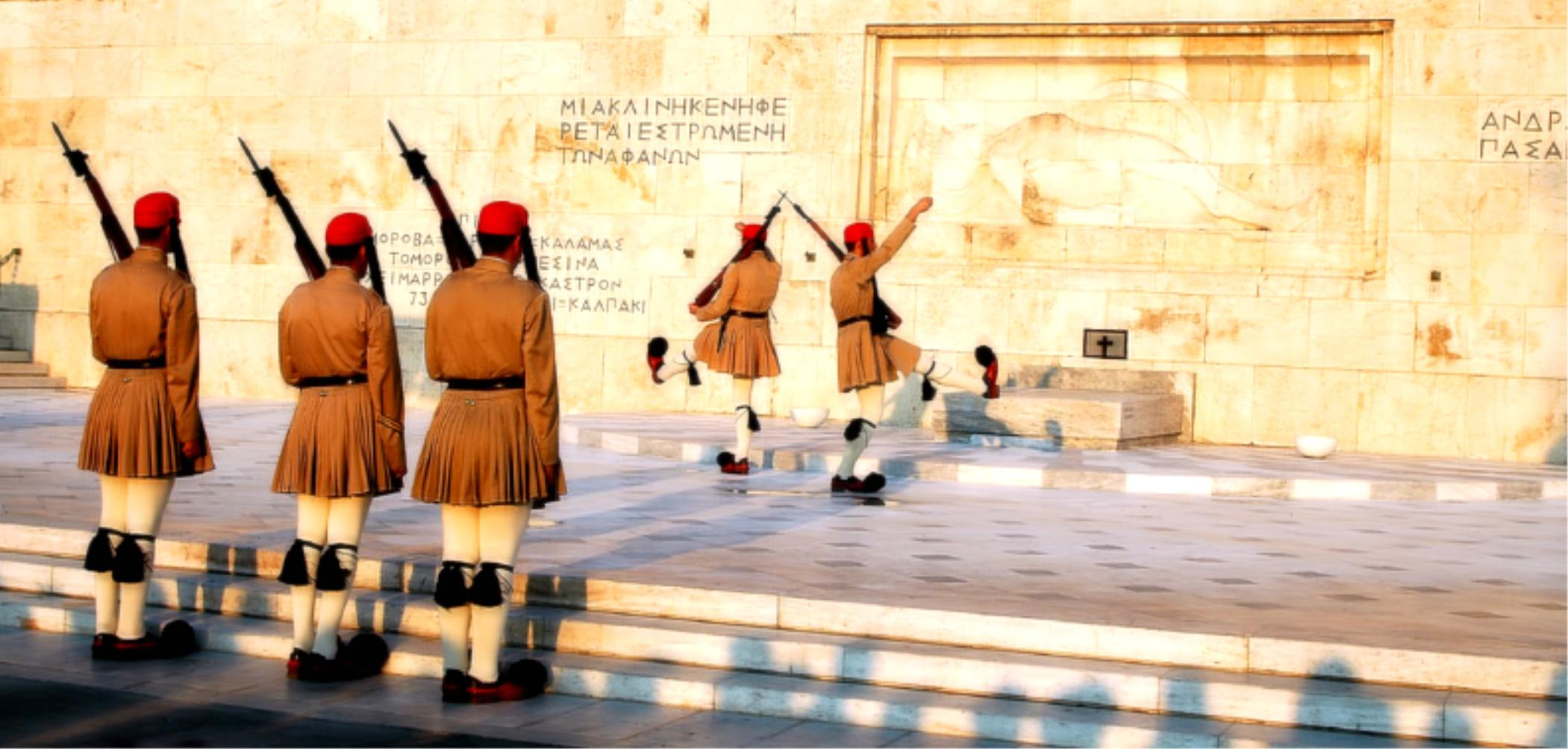
Evzones frente ao Parlamento Helénico

Os Evzones (em grego:  Εύζωνες ou Ευζώνοι, literalmente «de bela cintura», termo honorífico desde Homero) são os diversos regimentos e batalhões de elite da infantaria ligeira do exército grego. Actualmente, os Evzones são os membros da Guarda Presidencial grega, uma unidade cerimonial que guarda o parlamento grego e o Túmulo do Soldado Desconhecido na praça Sintagma, além da residência presidencial que fica próxima. Os Evzones vestem sempre fatos tradicionais.

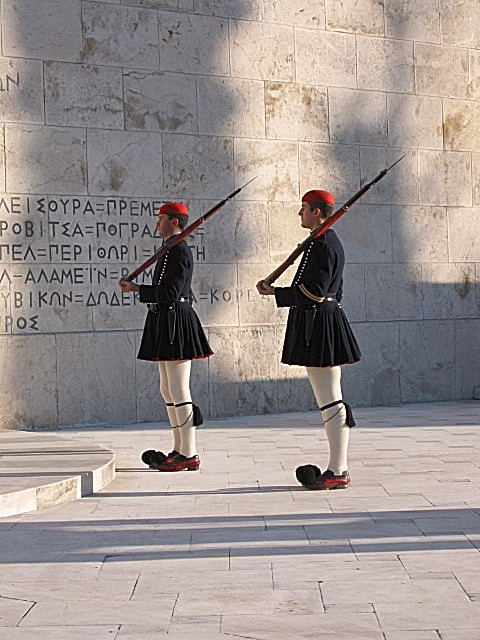
Dois Evzones frente ao Túmulo do Soldado Desconhecido.